# Bumberák Maja
Bumberák Mária (Maja) (Debrecen, 1977. június 16. –) mesemondó,  a Népművészet Ifjú Mestere.

## Pályafutása
Kisvárdán nevelkedett. Budapesten szerzett egyetemi diplomát először az Eötvös Loránd Tudományegyetem Centre for English Teaching Training angol nyelvtanár szakán, majd az egyetem Társadalomtudományi Karának szociológia Szakán.
2007-ben szerzett szocioterapeuta képesítést a Magyar Művészet- és Szocioterápiás Közösségépítő Egyesületben.
2008-tól Tündérmuzsika címen tart népdalokra, népi mondókákra, hagyományos ölbeli játékokra építő zenés gyermekfoglalkozásokat. Olvasást tanít és mesecsoportokat tart hátrányos helyzetű fiataloknak 2010-2011-ben elvégezte a "Magyar népmese – hagyományos mesemondás" tanfolyamot Hagyományok Házában. 2011-ben kezdte mesegyűjtő munkáját a Nógrád megyei Varsányban, amelyért. Mesemondó és mesegyűjtő tevékenységéért 2012-ben elnyerte a Népművészet Ifjú Mestere díjat, 2013-ban adatközlőjét, özv. Bárány Antalné Strehó Margitot a művészetéről írt dolgozattal és a tőle gyűjtött mesékkel felterjesztette a Népművészet Mestere Díjra. Margit néni 2013 augusztusában a díjat megkapta.
2011 óta rendszeresen mesél egyénileg és más mesemondókkal gyermekeknek és felnőtteknek óvodában, iskolában, könyvtárban, fesztiválon, konferenciákon, gyermekotthonban, felnőtt meseesten, kultúrházban, kórházi ágy mellett: mindenütt, ahol a mesét szívesen fogadják. A Meseszó Egyesület alapító tagja. Három és fél éven át az állami gondozásban élő gyerekekért létrejött paloznaki Meseközpont Alapítvány önkéntes mesemondója volt. A mesemondás mellett foglalkozik történetmeséléssel, illetve mesél különféle csoportokban, ahol a történetek, mesék hídépítő, léleknyitogató szerepe is segíti a résztvevőket. 2014-ben Magyarországról egyedüliként beválasztották a nemzetközi mese- és történetmondókat összefogó Storytelling and Peace Council-ba (Mesemondó Béketanács), amely olyan mese- és történetmondókat összefogó nemzetközi hálózat, akik különféle hátrányos helyzetű csoportoknak is mesélnek, és ennek a társadalmi szerepét fontosnak tartják. A tanács évente szervez nemzetközi találkozókat.

## Külső hivatkozások
- Meseközpont Alapítvány Archiválva 2014. június 4-i dátummal a Wayback Machine-ben
- Magyar Művészet és Szocioterápiás Közösségépítő Egyesület
- Hagyományok Háza